# Jason Euell
Jason Joseph Euell (* 6. Februar 1977 in London) ist ein jamaikanisch-englischer ehemaliger Fußballspieler. Der in England geborene Sohn eines Jamaikaners spielte von 2004 bis 2005 für die jamaikanische Fußballnationalmannschaft.

## Spielerkarriere

### FC Wimbledon
Seine Spielerlaufbahn startete Euell beim FC Wimbledon in seiner Heimatstadt London. 1995 debütierte der aus der Jugendakademie des Vereins stammende Jason Euell mit 18 Jahren beim englischen Erstligisten. In der Premier League 1996/97 erreichte er mit seiner Mannschaft einen guten achten Tabellenplatz, kam selbst jedoch nur sporadisch zum Einsatz (7 Spiele / 2 Tore). Nachdem es in der folgenden Spielzeit bereits zu einer Steigerung der Einsatzzeit gekommen war, schaffte er in der Premier League 1998/99 den Durchbruch bei Wimbledon. In 33 Ligaspielen erzielte er zehn Tore. Sein Verein verbrachte die meiste Zeit der Saison im Abstiegskampf und stieg ein Jahr später als Drittletzter aus der Premier League 1999/2000 ab. In der Saison 2000/01 gelang ihm in der zweitklassigen First Division sein bestes Ergebnis für Wimbledon, indem er 19 Tore in 36 Spielen erzielte. Nach dem verpassten Wiederaufstieg wechselte er für 4,75 Mio. Pfund zu Charlton Athletic.

### Charlton Athletic
Nach dem Wechsel innerhalb Londons spielte er nun wieder in der Premier League. Jason Euell kam regelmäßig zum Einsatz und erzielte in seinen ersten beiden Jahren elf bzw. zehn Ligatreffer. Charlton Athletic verbrachte diese Zeit im unteren Tabellendrittel, erreichte jedoch in der Saison 2003/04 einen guten siebenten Tabellenrang. Auch Jason Euell (31 Spiele / 10 Tore) konnte erneut zweistellig treffen. In den kommenden beiden Jahren reduzierten sich seine Einsatzzeiten und nach einer Verletzung gelang ihm keine Rückkehr in die Stammformation. Es folgte folgerichtig der zweite Vereinswechsel für 300.000 Pfund zum FC Middlesbrough. Auch in Middlesbrough gelang ihm jedoch nicht die Rückkehr in die Erfolgsspur. In 17 Einsätzen in der Premier League 2006/07 gelang ihm kein einziges Tor. Nachdem er zu Beginn der neuen Saison keine Berücksichtigung bei Trainer Gareth Southgate gefunden hatte, ließ ihn Boro nach nur einem Jahr ablösefrei zum FC Southampton ziehen.

### FC Southampton
Euell spielte bei seinem neuen Verein erstmals seit sechs Jahren wieder in der zweiten Liga. Er erkämpfte sich schnell einen Stammplatz und erzielte in 38 Ligaspielen drei Tore. Southampton spielte ein durchwachsenes Jahr und verhinderte nur knapp den Abstieg aus der Football League Championship 2007/08. Ein Jahr später gelang dies nicht mehr und so folgte nach dem vorletzten Platz in der Football League Championship 2008/09 der Abstieg in die drittklassige Football League One. Euell (24 Spiele / 2 Tore) wechselte daraufhin zum Ligarivalen FC Blackpool.

### FC Blackpool
Blackpool spielte nach jahrzehntelanger Durststrecke erst seit 2007 wieder in der zweiten Liga. Die Spielzeit in der Football League Championship 2009/10 verlief für den Verein sehr erfolgreich. Nach einem sechsten Platz in der regulären Saison, stieg die Mannschaft von Euell (31 Spiele / 4 Tore) nach Play-off-Siegen über Nottingham Forest und Cardiff City in die Premier League auf.
Trainer Ian Holloway setzt in der aktuellen Premier League 2010/11 bislang nur sporadisch auf den mittlerweile 33-jährigen Jason Euell. Die Mannschaft startete überraschend gut in die Saison und konnte die Abstiegsplätze bislang auf Distanz halten.

### AFC Wimbledon
Am 10. Januar 2012 wurde bekanntgegeben, dass Jason Euell für zunächst fünf Wochen an den AFC Wimbledon ausgeliehen wird.